# Епархия Ванна
Епархия Ванна (лат. Dioecesis Venetensis, фр. Diocèse Vannes) — епархия в составе архиепархии-митрополии Ренна Римско-католической церкви во Франции.

## История
Кафедра Ванна была основана в VI веке, и вначале являлась епископством-суффраганством архиепархии Тура. Пятый епископ Ваннский Арман — местночтимый святой Римско-католической церкви (память — 13 сентября).